# Campestan
Campestan ist ein polycyclischer aliphatischer Kohlenwasserstoff und gehört zu den Grundkörpern der Steroide. Es ist das Grundgerüst von Campesterol (siehe auch Sterole) sowie vielen verwandten Phytosterolen und anderen Steroiden. Es besteht aus einem tetracyclischen Grundgerüst mit drei anellierten Cyclohexanringen und einem anellierten Cyclopentanring. Es unterscheidet sich vom Gonan durch zwei zusätzliche Methylgruppen und eine verzweigte Nonylgruppe. Es unterscheidet sich vom Ergostan (24S-Methylcholestan) durch die Stereochemie der Methylgruppe in der Seitenkette.
Die durch den Namen nicht implizierte Konfiguration des Chiralitätszentrums in Position 5 muss, sofern bekannt, durch den betreffenden Stereodeskriptor (α oder β) gekennzeichnet werden (z. B. 5β-Campestan). Um hervorzuheben, dass die Konfiguration nicht bekannt ist oder ein Diastereomerengemisch vorliegt, kann der Deskriptor ξ verwendet werden. In Position 17 beziehen sich α, β und ξ auf die Orientierung der Seitenkette. Das Epimer mit der umgekehrten Konfiguration in Position 24 hat den Namen Ergostan.
Die Verbindung wurde nach der Pflanze Brassica campestris (Campesterol mit Endung „-an“) benannt.
5α-Campestan wurde in geologischen Quellen (Erdöl und ähnlichem) nachgewiesen.